# Aparaí
Els aparaí o apalaí són un poble indígena del Brasil, que viuen als estats d'Amapá i Pará. Una petita comunitat es troba a Guyana francesa, a Antecume Pata. Són agricultors sedentaris d'artigatge, que necessitaven una reubicació periòdica a mesura que s'esgotava el sòl, però també caçadors i recol·lectors. Parlaven un idioma Carib i al segle XX la seva subsistència es va desplaçar cap a l’artesania a mesura que s'adaptaven al Brasil modern i a l'economia de mercat.

## Nom
La tribu es fa dir Aparaí. Han estat coneguts com a Apalai, Appirois, Aparathy, Apareilles, Apalaii, Aparis i Apalaís.

## Llengua
La majoria dels aparai són multilingües, i molts parlen apalaí, wayana, portuguès i tiriyó, així com wayãmpi, aluku i crioll. L'idioma aparaí és una de les llengües carib.

## Població
El 1993 eren 450 i el 2014 hi havia 564 aparaís. Solen viure amb el wayanes. El grup principal viu al llarg de l'est del riu Paru al Brasil dins del Parc Nacional Muntanyes Tumucumaque i de la terra indígena Paru de l'Est. El petit grup viu al costat del riu Maroni a la Guaiana Francesa. Un grup encara més petit viu al costat del riu Tapanahoni a Surinam.
La majoria dels assentaments són petits excepte Aldeia Bona que fou fundat per la FUNAI per concentrar la població aparaí i wayana. Hi ha 18 assentaments.
- Aldeia Bona, Pará[5]
- Antecume Pata, Guaiana Francesa[3]
- Missão Tiriyó, Pará[6]
- Paloemeu, Suriname[1]
- Suisuimënë, Pará[6]
- Twenkë, Guaiana Francesa[1]